# Realitetsprincipen
Enligt den freudianska psykoanalysen är realitetsprincipen den princip som tyglar lustprincipen genom att låta tillfredsställelsen dröja till en tidpunkt då den först kan infrias och fram till dess kunna uthärda olust, istället för att låta det bli bortträngt. Eftersom lustprincipen söker direkt och omedelbar tillfredsställelse så söker den i första hand denna tillfredsställelse i bland annat fantasin, men när fantasin misslyckas med att infria tillfredsställelse för livets alla drifter och retningar omedelbart, så måste den underordna sig realiteten. När realitetsprincipen då gjort sig gällande och tyglat lustprincipen förmår den att omvandla drift- och retningsladdningar till motoriskt aktivitet, som har till ändamål att finna tillfredsställelse i realiteten; alltså kunna förändra realiteten. Däremot gör sig inte realitetsprincipen gällande i det omedvetna, där härskar lustprincipen ohämmat. Realitetsprincipen avskaffar inte lustprincipen, snarare säkerställs principen i förhållande till verklighetens krav. Den del av jaget som inställer sig realitetsprincipen bildar definitionsmässigt realjaget.
Realitetsprincipen har naturligtvis en nära relation till uppmärksamheten, inpräglingssystemet (som en del av minnet) och omdömet; till uppmärksamheten eftersom psyket i sin jakt på tillfredsställelse söker den i verkligheten, så måste den därmed uppmärksamma alla de möjligheter som existerar däri och därför medvetandegöra dem; till inpräglingssystemet i minnet för att kunna sammanlänka tillfredsställelseobjekten med driften eller retningen, så att de inte på nytt behöver återupptäckas; till omdömet som med sin realitetsprövning försöker finna huruvida föreställningarna är sanna eller falska . 

## Realitetsprövningen
Realitetsprövningen är den instans av realitetsprincipen som prövar om en föreställning är verklig eller inte och om den härstammar från det inre själslivet eller i yttervärldens realitet. Detta gäller därför både för föreställningar som kommer från varseblivningssystemet till det medvetna, och från det förmedvetna och det omedvetna till det medvetna. 
Var realitetsprövningen och -principen i topisk aspekt sker är Freud inte helt tydlig med; den sker antingen i det förmedvetna eller det medvetna (tillsammans med varseblivningssystemet), eller i båda. Oavsett vilket tillhör den sekundärprocessen, till en början förläggs realitetsprövningen till idealjaget (överjaget), men senare förläggs den till jaget. Realitetsprövningen och -principen kan vid olika psykiska tillstånd undanröjas, då kan t.ex önskefantasier och hallucinationer uppträda så som verkliga.